# Den Haller
Den Haller is vermoedelijk de oudste nog bestaande watermolen in Nederland. De molen op de Diepenheimse Molenbeek is te vinden in Diepenheim (gemeente Hof van Twente). Het is een onderslagmolen die als korenmolen is ingericht. De oudst bekende vermelding van de molen dateert uit 1169. In 1331 kocht Jan van Diest, bisschop van Utrecht, de molen als onderdeel van de heerlijkheid Diepenheim. In de 18e eeuw was Den Haller eigendom van de stad Deventer. Het stadsbestuur verkocht de molen in 1870 aan Jan Hallers. De naam van de molen is van deze naam afgeleid. In 1913 schonk de toenmalige eigenaar de molen aan de toenmalige gemeente Diepenheim. De Stichting Den Haller is sinds 2007 eigenaar.
In de molen bevinden zich drie koppels maalstenen en een slijpsteen, die door waterkracht worden aangedreven. De molenvijver (molenstal of weier) is in 2006 aangelegd om de watervoorziening te verbeteren.
De molen is enkele dagen per week opengesteld voor het publiek.
De watermolen bevindt zich in het gebied van het beschermd dorpsgebied.